# Zoumana Camara
Zoumana Camara (ur. 3 kwietnia 1979 w Colombes) – francuski piłkarz pochodzenia malijskiego grający na pozycji środkowego obrońcy. Obecnie jest trenerem Montpellier HSC.

## Kariera klubowa
Rodzina Camary pochodzi z Mali, jednak Zoumana urodził się we Francji. Karierę piłkarską rozpoczął w szkółce AS Saint-Étienne, a w 1996 roku awansował do kadry pierwszej drużyny i w sezonie 1996/1997 zadebiutował w barwach „Zielonych” w rozgrywkach drugiej ligi francuskiej. W ASSE spędził dwa sezony i po nieuzyskaniu przez ten klub awansu do pierwszej ligi odszedł z zespołu.
Latem 1998 roku Camara został piłkarzem włoskiego Interu Mediolan, do którego został sprzedany za milion euro. Nie zdołał jednak wywalczyć miejsca w składzie drużyny prowadzonej przez Rumuna Mirceę Lucescu i w styczniu 1999 roku nie rozgrywając żadnego ligowego meczu dla „Nerazzurrich” został wypożyczony do innej drużyny z Serie A, Empoli FC. Tam grał przez pół sezonu, a latem 1999 ponownie trafił na wypożyczenie, tym razem do Bastii. W jej barwach zadebiutował w Ligue 1, a debiut miał miejsce 19 września w przegranym 0:2 wyjazdowym meczu z Sedanem. Do końca sezonu był podstawowym zawodnikiem klubu z Korsyki, a po sezonie wrócił do Interu.
Latem 2000 Zoumana został jednak sprzedany do Olympique Marsylia i 28 lipca rozegrał dla OM swój pierwszy mecz, wygrany 3:1 z Troyes AC. W Olympique Zoumana występował przez dwa sezony, ale tylko w sezonie 2000/2001 grał w podstawowym składzie.
W 2002 roku Camara ponownie zmienił barwy klubowe i odszedł do RC Lens. W klubie tym po raz pierwszy wystąpił dopiero 15 grudnia w meczu przeciwko Le Havre AC. W całym sezonie rozegrał 13 spotkań, a w 2003 roku został wypożyczony do angielskiego Leeds United. W Premiership zadebiutował 17 sierpnia w zremisowanym 2:2 meczu z Newcastle United. W Leeds grał rok i rywalizował o miejsce w składzie z takimi zawodnikami jak Dominic Matteo, Lucas Radebe czy Roque Júnior.
W 2004 roku Camara ponownie został zawodnikiem AS Saint-Étienne i stworzył parę środkowych obrońców z Vincentem Hognonem. W zespole ASSE przez trzy sezony był podstawowym zawodnikiem, a jego postawa w Ligue 1 zawocowała latem 2007 transferem do Paris Saint-Germain, który wyłożył za niego kwotę 6 milionów euro. 4 sierpnia rozegrał w barwach PSG swoje pierwsze spotkanie, zremisowane 0:0 z FC Sochaux-Montbéliard. W sezonie 2007/2008 rozegrał wszystkie 38 ligowych spotkań w pełnym wymiarze czasowym i wywalczył z PSG Puchar Ligi Francuskiej.
Po sezonie 2014/15 zakończył piłkarską karierę zdobywając z Paris Saint-Germain cztery trofea na krajowym podwórku: mistrzostwo Ligue 1, Puchar Ligi Francuskiej, Puchar Francji w piłce nożnej oraz Trophée des champions.
| Sezon   | Klub                | Kraj    | Rozgrywki   | Mecze | Bramki | Rozgrywki Europy   | Mecze | Bramki |
| ------- | ------------------- | ------- | ----------- | ----- | ------ | ------------------ | ----- | ------ |
| 1996/97 | AS Saint-Étienne    | Francja | Division 2  | 6     | 0      | -                  | -     | -      |
| 1997/98 | AS Saint-Étienne    | Francja | Division 2  | 26    | 1      | -                  | -     | -      |
| 1998/99 | Inter Mediolan      | Włochy  | Serie A     | 0     | 0      | -                  | -     | -      |
| 1998/99 | Empoli FC (wyp.)    | Włochy  | Serie A     | 12    | 0      | -                  | -     | -      |
| 1999/00 | SC Bastia           | Francja | Division 1  | 27    | 1      | -                  | -     | -      |
| 2000/01 | Olympique Marsylia  | Francja | Division 1  | 32    | 1      | -                  | -     | -      |
| 2001/02 | Olympique Marsylia  | Francja | Division 1  | 11    | 0      | -                  | -     | -      |
| 2002/03 | RC Lens             | Francja | Ligue 1     | 14    | 0      | -                  | -     | -      |
| 2003/04 | Leeds United        | Anglia  | Premiership | 13    | 1      | -                  | -     | -      |
| 2004/05 | AS Saint-Étienne    | Francja | Ligue 1     | 36    | 0      | -                  | -     | -      |
| 2005/06 | AS Saint-Étienne    | Francja | Ligue 1     | 36    | 0      | Liga Europy UEFA   | 2     | 0      |
| 2006/07 | AS Saint-Étienne    | Francja | Ligue 1     | 36    | 0      | -                  | -     | -      |
| 2007/08 | Paris Saint-Germain | Francja | Ligue 1     | 38    | 1      | -                  | -     | -      |
| 2008/09 | Paris Saint-Germain | Francja | Ligue 1     | 36    | 0      | Liga Europy UEFA   | 9     | 0      |
| 2009/10 | Paris Saint-Germain | Francja | Ligue 1     | 23    | 0      | -                  | -     | -      |
| 2010/11 | Paris Saint-Germain | Francja | Ligue 1     | 17    | 2      | Liga Europy UEFA   | 10    | 0      |
| 2011/12 | Paris Saint-Germain | Francja | Ligue 1     | 19    | 0      | Liga Europy UEFA   | 6     | 0      |
| 2012/13 | Paris Saint-Germain | Francja | Ligue 1     | 6     | 0      | Liga Mistrzów UEFA | 2     | 0      |
| 2013/14 | Paris Saint-Germain | Francja | Ligue 1     | 6     | 0      | Liga Mistrzów UEFA | 4     | 0      |
| 2014/15 | Paris Saint-Germain | Francja | Ligue 1     | 4     | 1      | Liga Mistrzów UEFA | 0     | 0      |

Stan na: 18 października 2014 r.

## Kariera reprezentacyjna
W latach 2000–2007 Camara wystąpił we dwóch spotkaniach w reprezentacji Francji B. Swoje jedyne spotkanie w kadrze A rozegrał 1 czerwca 2001 roku przeciwko Australii, przegrane przez „Tricolores” 0:1. Był to mecz w ramach Pucharu Konfederacji 2001.